# Busachi
Das Dorf Busachi befindet sich in der Provinz Oristano, auf Sardinien in der historischen Gegend des Barigadu. Die Gemeinde hat 1131 Einwohner (Stand 31. Dezember 2023) und eine Fläche von 59,31 Quadratkilometern.

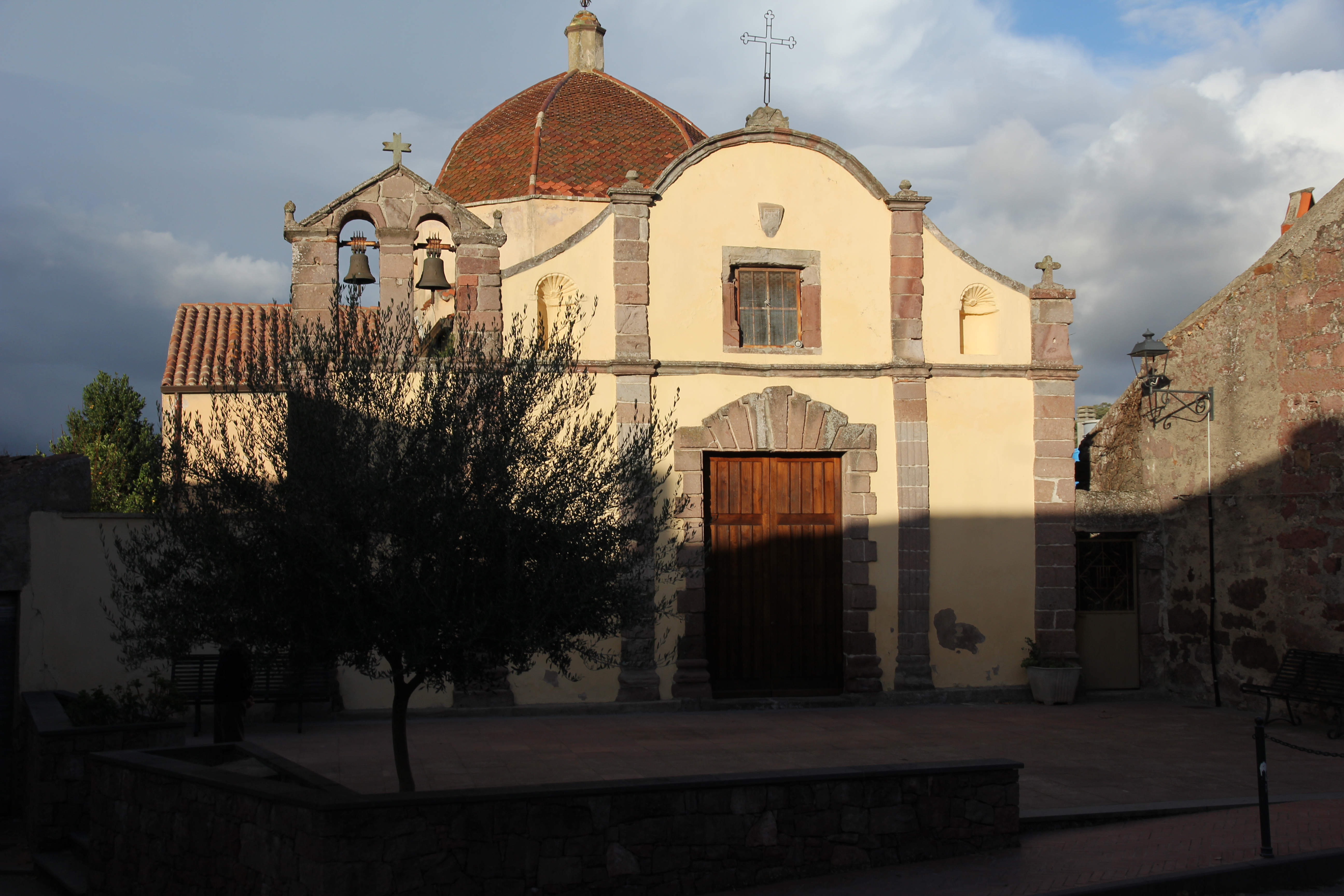
San Bernardino in Busachi

Busachi ist ein durch die Via Brigata Sassari (SS388) zweigeteiltes Dorf an einem Hang. Es liegt 380 m über dem Meeresspiegel. Die Häuser der verwinkelten Gassen sind aus rotem Trachyt. Die Umgebung des Ortes ist dicht mit Korkeichen bewachsen.
Mit großer Emphase tragen die älteren Einwohner ihre farbenprächtigen Trachten. Die traditionellen Trachten und ihre Herstellung sind im Museo del Costume e del Uno (Museum) ebenso thematisiert wie die Produktion von Webstoffen.
In der Nähe liegt die ehemalige Römerstadt Forum Traiani (heute Fordongianus) mit seiner Therme Romana und die Domus de Janas von Grugos.